# Bułkau
Bułkau (biał. Булкаў; ros. Булков, Bułkow) – wieś na Białorusi, w obwodzie homelskim, w rejonie oktiabrskim, w sielsowiecie Oktiabrski.